# Società Alpinistica Ticinese
Die Società Alpinistica Ticinese (SAT) war der Dachverband einiger Tessiner Alpenvereine. Die SAT-Sektionen bestehen unter dem Tessiner Dachverband Federazione Alpinistica Ticinese (FAT) weiter.

## Geschichte
Gegen Ende der 1930er-Jahre trennten sich Alpenvereine vom Tessiner Arbeiteralpenverein Unione Ticinese Operai Escursionisti (UTOE). 1938 gründeten die ehemaligen Sektionen Lugano, Ritom und Lucomagno des UTOE die Società Alpinistica Ticinese (SAT).
Die SAT wollte aufgrund der Kriegsgefahr die körperliche Ertüchtigung für die Vereinsarbeit mehr gewichten. Die Schweizer Milizarmee war darauf angewiesen, dass die Gebirgssoldaten auch in ihrer Freizeit alpinistische Erfahrungen sammelten. Die Redaktoren der Alpinistenzeitschrift «Stella Alpina» befürworteten öffentlich eine Annäherung des Alpinismus an die Armee. Der Alpinismus sollte praktischer und vor allem militärischer betrachtet werden.
Nach dem Zweiten Weltkrieg kamen sich SAT und UTOE wieder näher und vereinigten sich 1965 unter dem Dachverband Federazione Alpinistica Ticinese (FAT).

### Sektionen mit Hütten
| Sektion       | Sitz      | Gründung | Anmerkung                   | Hütten                             |
| ------------- | --------- | -------- | --------------------------- | ---------------------------------- |
| SAT Chiasso   | Chiasso   | 1937     | –                           | Rifugio Alpe Sponda                |
| SAT Lucomagno | Olivone   | 1931     | Gründung als UTOE Lucomagno | Capanna Dötra, Capanna Scaletta    |
| SAT Lugano    | Lugano    | 1927     | Gründung als UTOE Lugano    | Capanna Pairolo                    |
| SAT Mendrisio | Mendrisio | 1939     | –                           | Capanna Leìt                       |
| SAT Ritom     | Ambrì     | 1924     | Gründung als UTOE Ritom     | Capanna Cadagno, Rifugio Garzonera |

## SAT-Hüttenliste
Verzweigt auf die GeoHack-Seite. Anhand der hinterlegten Koordinaten können diverse externe Kartendienste aufgerufen werden.

   Externer Link auf die Seite der Hütte beim SAC.

   Externer Link auf die Seite der Hütte beim FAT.
| Bild                | Lage Hüttenlinks | Name                | Eigentümer      | Höhe m ü. M. |
| ------------------- | ---------------- | ------------------- | --------------- | ------------ |
| Capanna Cadagno     | \|               | Capanna Cadagno     | SAT – Ritom     | 1987         |
| Capanna Dötra       | \|               | Capanna Dötra       | SAT – Lucomagno | 1748         |
| Rifugio Garzonera   | \|               | Rifugio Garzonera   | SAT – Ritom     | 1973         |
| Capanna Leìt        | \|               | Capanna Leìt        | SAT – Mendrisio | 2257         |
| Capanna Pairolo     | \|               | Capanna Pairolo     | SAT – Lugano    | 1347         |
| Scalettahütte       | \|               | Capanna Scaletta    | SAT – Lucomagno | 2205         |
| Rifugio Alpe Sponda | \|               | Rifugio Alpe Sponda | SAT – Chiasso   | 1997         |

- Karte mit allen Koordinaten:
- OSM |
- WikiMap